# Tomáš Halík

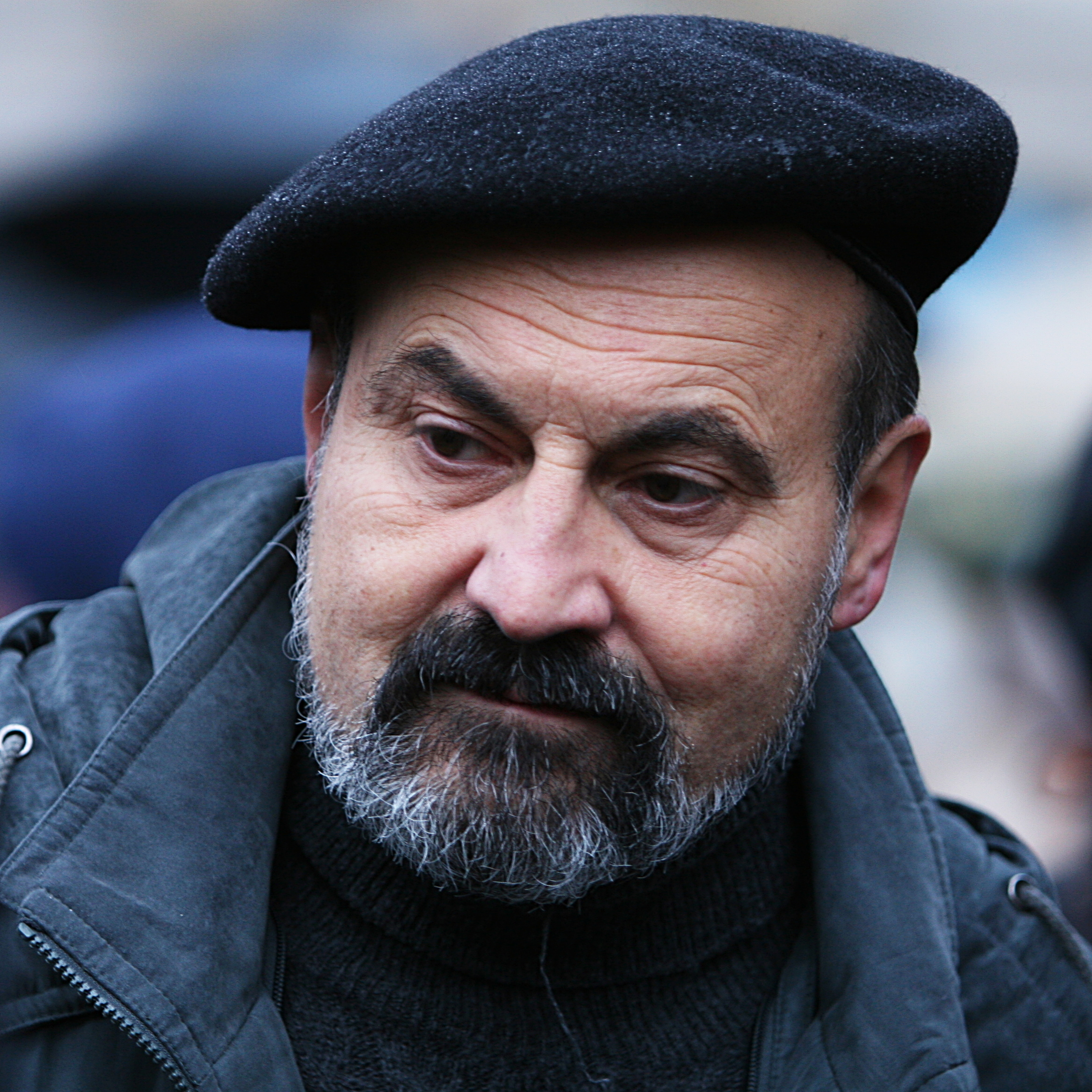
Tomáš Halík (2007)

Tomáš Halík (* 1. Juni 1948 in Prag) ist ein tschechischer Soziologe, Religionsphilosoph und römisch-katholischer Priester.

## Leben
Tomáš Halík hatte in den 1960er Jahren Soziologie, Philosophie und Psychologie in Prag und Bangor (Wales) studiert, konnte aber aus politischen Gründen nicht als Dozent tätig werden. In den 1970er Jahren studierte er im Untergrund Theologie und wurde 1978 in Erfurt durch Hugo Aufderbeck zum Priester geweiht, „wahrscheinlich der erste Priester […], der während [… des] Pontifikats [von Johannes Paul II.] geweiht wurde“. In den 1980er Jahren war er im Untergrund tätig und enger Mitarbeiter von František Kardinal Tomášek. Offiziell arbeitete er in unterschiedlichen Berufen, zuletzt als Psychotherapeut mit Drogenabhängigen.
Nach der Wende absolvierte er an der Päpstlichen Lateranuniversität in Rom ein Postgraduiertenstudium. Anschließend habilitierte er sich in Breslau für Praktische Theologie und in Prag für Soziologie.
Von 1990 bis 1993 war er Generalsekretär der Tschechischen Bischofskonferenz. Papst Johannes Paul II. ernannte ihn zum Konsultor des Päpstlichen Rates für die Kultur. Er wirkte als externer Berater des tschechischen Staatspräsidenten Václav Havel.
Halík ist Professor für Soziologie an der Philosophischen Fakultät der Karlsuniversität Prag, Rektor der Universitätskirche St. Salvator und Präsident der Tschechischen Christlichen Akademie.
2001 lehrte er als Gastprofessor an der Oxford University, 2003 an der University of Cambridge.
Die Auszeichnung durch den Päpstlichen Kulturrat (2017) erfolgte für sein Glaubenszeugnis, seine Beteiligung am gesellschaftlichen Leben und seine Haltung gegen Rassendiskriminierung. Halík ist einer der bekanntesten Intellektuellen von Tschechien und nimmt regelmäßig zu politischen und ethischen Fragen Stellung.

## Kontroverse Aussagen
Einige seiner Aussagen stehen im Widerspruch zum Lehramt der katholischen Kirche. Er unterstützt die Zulassung von Frauen zur Priesterweihe. Er hat die Haltung seiner Kirche zur Homosexualität kritisiert und erklärt, dass Menschen mit gleichgeschlechtlicher Anziehung nicht zu einem Leben in Keuschheit gezwungen werden sollten. Er hat sich bereit erklärt, in seiner Pfarrkirche Demonstrationen für die Rechte von Homosexuellen zu veranstalten. Halik hat auch die Anti-Abtreibungsgesetzgebung, insbesondere in Osteuropa, kritisiert und behauptet, dass Abtreibungsverbote in Polen einen „Abtreibungstourismus“ nach Tschechien und in die Slowakei förderten.

## Mitgliedschaften
- Europäische Akademie der Wissenschaften und Künste

## Auszeichnungen
- 2003: Kardinal-König-Preis
- 2010: Romano-Guardini-Preis
- 2011: Geduld mit Gott wurde als bestes theologisches Buch von der Europäischen Gesellschaft für Katholische Theologie ausgezeichnet[4]
- 2014: Templeton-Preis (Auszug aus der Dankesrede Tomáš Halík zur Preisverleihung)[5]
- 2014: Ehrendoktorwürde der Universität Erfurt
- 2017: Per Artem Ad Deum („durch Kunst zu Gott“), verliehen durch den Päpstlichen Rat für die Kultur
- 2019: Verdienstorden der Bundesrepublik Deutschland (Verdienstkreuz 1. Klasse) für seine Verdienste um die deutsch-tschechische Versöhnung, den interreligiösen und internationalen Dialog[6]
- 2024: Ökumenischer Predigtpreis für sein Lebenswerk[7]

## Werke (Auswahl an deutschen Übersetzungen)
- Du wirst das Angesicht der Erde erneuern: Kirche und Gesellschaft an der Schwelle zur Freiheit. St.-Benno-Verlag, Leipzig 1993, ISBN 3-7462-1079-8.
- Das Evangelium nach Matthäus. Kant, Prag 2004, ISBN 80-86217-75-2.
- Werte und Tugenden. Goethe-Institut, 2005.
- Geduld mit Gott. Leidenschaft und Geduld in Zeiten des Glaubens und des Unglaubens. Verlag Herder, 2010; 7. Auflage, 2014, ISBN 978-3-451-30382-1.
- Nachtgedanken eines Beichtvaters. Glaube in Zeiten der Ungewissheit. Verlag Herder, 2012, 5. Auflage, 2014, ISBN 978-3-451-30620-4.
- Berühre die Wunden. Über Leid, Vertrauen und die Kunst der Verwandlung. 3. Auflage, Verlag Herder, 2015, ISBN 978-3-451-30739-3.
- All meine Wege sind DIR vertraut. Von der Untergrundkirche ins Labyrinth der Freiheit. Verlag Herder, 2014, ISBN 978-3-451-33288-3.
- Nicht ohne Hoffnung. Glaube im postoptimistischen Zeitalter (aus dem Tschechischen von Markéta Barth und Benedikt Barth), Verlag Herder, 2014, ISBN 978-3-451-33087-2.
- Gott los werden? Wenn Glaube und Unglaube sich umarmen, Vier-Türme-Verlag, Münsterschwarzach 2016, ISBN 978-3-7365-0030-3.
- Glaube und sein Bruder Zweifel. Herder, Freiburg im Breisgau 2017, ISBN 978-3-451-81182-1.
- mit Paul M. Zulehner (Hrsg.): Pro Pope Francis. Weltweite Unterstützung für den Papst aus dem Kirchenvolk. Patmos Verlag, Ostfildern 2018, ISBN 978-3-8436-1115-2.
- Theater für Engel. Das Leben als religiöses Experiment, Herder, Freiburg im Breisgau 2019, ISBN 978-3-451-38469-1.
- Die Zeit der leeren Kirchen. Von der Krise zur Vertiefung des Glaubens. Herder, Freiburg im Breisgau 2021, ISBN 978-3-451-82249-0.
- Der Nachmittag des Christentums. Eine Zeitansage. Übersetzt von Markéta Barth. Herder, Freiburg im Breisgau 2022, ISBN 978-3-451-03355-1.[8]